# Manuela Schwartz
Manuela Schwartz (* 1964 in Pirmasens) ist eine deutsche Musik- und Kulturwissenschaftlerin sowie Rektorin der Hochschule Magdeburg-Stendal.

## Leben
Ihr Magister-Studium in Musikwissenschaft, Geschichte und Germanistik absolvierte sie an der Johannes Gutenberg-Universität Mainz und an der Technischen Universität Berlin. Nach der Promotion 1995 an der Technischen Universität Berlin (Summa cum laude) war sie am Staatlichen Institut für Musikforschung (Stiftung Preußischer Kulturbesitz Berlin) tätig; 1996 wechselte sie als Wissenschaftliche Mitarbeiterin in das DFG-Projekt Musik im Exil 1933–1949: Pilotprojekt Kalifornien an der Folkwang-Hochschule Essen (Ltg. Horst Weber). Seit 2000 ist sie Professorin für Historische Musikwissenschaft an der Hochschule Magdeburg-Stendal.
Manuela Schwartz veröffentlichte über eine Vielzahl an Themen des 19. und 20. Jahrhunderts. Sie war u. a. Mitglied im deutsch-französischen Forschungsnetzwerk La vie musicale sous Vichy (Ltg. Myriam Chimenes, 1992–1999) wie auch in dem DFG-Netzwerk Hörwissen im Wandel (2013–2017). Ihre Publikationen enthalten neben Grundlagenforschung zum Exil von Musikern während des Nationalsozialismus (Quellen zur Geschichte emigrierter Musiker 1933–1950, Band 1 Kalifornien, hg. mit Horst Weber) und Briefeditionen (Briefwechsel Hermann Pfrogner und Hans Heinrich Engel, in Vorbereitung) u. a. Forschungen zur Rezeption Richard Wagners in Frankreich, zum Verhältnis von Musik und Politik im besetzten Frankreich 1940–1944, zu Geschichte und Kultur der europäischen Musiktherapie 19. und 20. Jahrhundert sowie biographische Arbeiten zu einzelnen Persönlichkeiten (Vincent d’Indy, Heinrich Strobel und Conrad Ansorge). Seit Herbst 2017 ist sie Mitherausgeberin der Reihe Schriften zur politischen Musikgeschichte im Verlag Vandenhoeck & Ruprecht.
Seit 2021 ist Schwartz Honorarprofessorin der University of Montreal (Université de Montréal) in Quebec (Kanada) sowie Dekanin des Fachbereichs Soziale Arbeit, Gesundheit und Medien. Zudem ist sie seit 2021 Vorsitzende des Richard-Wagner-Verbandes in Magdeburg und (katholisches) Mitglied des Evangelischen Hochschulbeirats. Am 23. März 2022 wurde sie vom akademischen Senat zum Sommersemester 2022 zur Rektorin der Hochschule Magdeburg-Stendal gewählt.

## Publikationen (Auswahl)
- Wagner-Rezeption und französische Oper des Fin de Siècle. Untersuchungen zu Vincent d’Indys Fervaal (= Berliner Musik Studien. 10) Studiopunkt Verlag, Sinzig 1999, ISBN 3-89564-053-0 (Zugl.: Berlin, Techn. Univ., Diss., 1995).
- mit Stefan Keym (Hrsg.): Pluralismus wider Willen? Stilistische Tendenzen in der Musik Vincent d’Indys. Olms, Hildesheim 2002, ISBN 3-487-11722-3.
- mit Horst Weber (Hrsg.): Quellen zur Geschichte emigrierter Musiker 1933–1950. Band 1: Kalifornien. K. G. Saur, München 2003, ISBN 3-598-23746-4 (Print), ISBN 978-3-11-095143-1 (E-Book).
- als Hrsg.: Vincent d’Indy et son temps. Mardaga, Sprimont 2006, ISBN 2-87009-888-X.
- mit Sabine Meine (Hrsg.): Der Musiksalon. Beiträge des Symposiums „Salons des späten 19. und frühen 20. Jahrhunderts – Räume für Musik in Großstädten Europas und Amerikas“, organisiert im Rahmen der Jahrestagung der Gesellschaft für Musikforschung, Leipzig 2008. In: Die Tonkunst, 2010/1, ISSN 1863-3536, S. 3–67 (mit Beiträgen von Sabine Meine, Manuela Schwartz, Inga Mai-Groote, Horst Weber, Myriam Chimènes und einem Vorwort von Beatrix Borchard; Inhalt und Leseprobe online).
- mit Eike Rathgeber, Christian Heitler (Hrsg.): Conrad Ansorge. Ein Pianist des Fin de siècle in Berlin und Wien. Böhlau, Wien/Köln/Weimar 2017, ISBN 978-3-205-20307-0.